# Péchaudier
Péchaudier è un comune francese di 191 abitanti situato nel dipartimento del Tarn nella regione dell'Occitania.

## Società

### Evoluzione demografica
Abitanti censiti